# Donkere klokjeszandbij
De donkere klokjeszandbij (Andrena pandellei) is een vliesvleugelig insect uit de familie Andrenidae. De wetenschappelijke naam van de soort is voor het eerst geldig gepubliceerd in 1895 door Pérez.